# Китайски тис
Китайският тис (Taxus chinensis) е вид растение от семейство Тисови (Taxaceae). Видът е застрашен от изчезване.

## Разпространение
Разпространен е в Китай и Виетнам.